# 김상연
김상연(金祥演, 1874년 6월 26일 ~ 1941년 9월 29일)은 대한제국과 일제강점기의 관료로, 본관은 영천, 호는 수송(壽松)이며 본적은 경성부 체부동이다.

## 생애
1895년 5월 농상공부 견습생 신분으로 일본에서 열린 제4회 권업박람회를 시찰했으며 1899년 9월부터 1902년 7월 졸업할 때까지 일본 와세다 대학 정치경제과에 재학했다. 1902년 8월부터 12월까지 일본 도호쿠 지방 군현에서 행정사무를 견습했고 1903년 2월 귀국했다.
1904년 7월부터 1906년 5월까지 농상공학교 교관(판임관 6등에 서위됨)을 역임했으며 1904년 10월부터 1905년 2월까지 관제이정소(官制釐正所) 위원을 역임했다. 1905년 4월 1일부터 1906년 2월 16일까지 황성신문 부사장으로 재직했고 1906년 6월 법관양성소 교관으로 임명되었다. 1907년 3월 13일부터 10월 29일까지 충청남도 홍주군수를 역임했으며 1908년 9월 3일 평안북도 용천부윤, 1910년 10월 1일 평안북도 용천군수로 각각 임명되었다.
1910년 5월 평안북도 용천군 소재 용암포조합립소학교 교사수선비 12원을 기부한 공로로 1911년 6월 20일 조선총독부로부터 목배 1개를 받았다. 1912년 8월 1일 일본 정부로부터 한국 병합 기념장을 받았고 1914년 3월 1일 평안북도 의주군수로 임명되었다. 1915년 11월 10일 일본 정부로부터 다이쇼 대례 기념장을 받았으며 1917년 8월 18일부터 1918년 3월 28일까지 평안북도 지방토지조사위원회 임시위원을 역임했다.
1920년 9월 29일 일본 정부로부터 훈6등 서보장을 받았으며 1921년 2월 12일부터 1924년 11월 30일 강원도 참여관을 역임했다. 강원도 참여관 재직 시절 조선총독부의 시정 방침을 선전하는 한편 일본 제국의 대한제국 병합을 미화하고 찬양하는 글, 일본 천황을 찬양하는 글을 여러 차례 기고했다. 1923년부터 1924년까지 문관보통징계위원회 강원도 위원을 역임했고 1924년 11월 28일 일본 정부로부터 훈5등 서보장, 1928년 11월 16일 쇼와 대례 기념장을 받았다. 1924년 종5위와 고등관 3등에 각각 서위되었고 1931년부터 1939년까지 한양양조합자회사 대표를 역임했다. 친일파 708인 명단의 도 참여관 부문, 민족문제연구소의 친일인명사전 수록자 명단의 관료 부문, 친일반민족행위진상규명위원회가 발표한 친일반민족행위 705인 명단에 포함되었다.

## 참고자료
- 친일반민족행위진상규명위원회 (2009). 〈김상연〉. 《친일반민족행위진상규명 보고서 Ⅳ-2》. 서울. 794~805쪽.